# لاسلو شويوم
لاسلو شويوم (بالمجرية: Sólyom László)‏ (و. 1942 – م) هو سياسي، وأمين مكتبة، وبروفيسور (أستاذ جامعي)، ومحام من المجر ولد في بيتش.

## روابط خارجية
- لاسلو شويوم على موقع الموسوعة البريطانية (الإنجليزية)
- لاسلو شويوم على موقع مونزينجر (الألمانية)
- لاسلو شويوم على موقع إن إن دي بي (الإنجليزية)